# Sigma Corporation
 (juillet 2009).
Si vous disposez d'ouvrages ou d'articles de référence ou si vous connaissez des sites web de qualité traitant du thème abordé ici, merci de compléter l'article en donnant les références utiles à sa vérifiabilité et en les liant à la section « Notes et références ».
Sigma est un fabricant japonais d'appareils et  d'objectifs photographiques.

## Les objectifs photographiques
Sigma est surtout connu des photographes comme étant un fabricant d'objectifs indépendant, c’est-à-dire qu'il fabrique en premier lieu des objectifs destinés à être montés sur des boîtiers d'autres marques. 
Depuis le début des années 1990, Sigma propose constamment une gamme d'environ trente modèles d'objectifs pour les appareils photo reflex. Si dans les années 1990, les gammes d'objectifs à mise au point manuelle et d'objectifs autofocus cohabitaient, à présent, Sigma se limite à la fabrication d'objectifs autofocus pour les marques Canon, Nikon, Minolta (dont la division photo a été rachetée par Sony), Pentax (qui s'est associé à Samsung) et Sigma. Avec l'apparition des boîtiers photos numériques à « petit capteur », Sigma a encore enrichi sa gamme qui dépasse en 2008 les quarante modèles.
Depuis le début des années 1990, Sigma commercialise également ses propres boîtiers photo, tout d'abord argentiques, puis numériques à partir de 2002. Les appareils reflex numériques de Sigma, les SD9, SD10, SD14 et SD15, ainsi que le dernier SD1 (2011) sont particuliers car ils utilisent le capteur Foveon X3 (en). Les appareils hybrides de la compagnie, les Sigma SD Quattro (format APS-C) et SD Quattro H (format APS-H), utilisent le capteur Foveon Quattro, une version améliorée du Foveon X3. Tous utilisent la monture Sigma SA (en). La série d'appareils compacts haut de gamme Sigma DP utilise également le capteur Foveon Quattro, qui leur procure un capteur beaucoup plus grand (format APS-C) que ceux des autres appareils compacts.
En septembre 2018, Sigma est devenu l'un des membres fondateurs de l'alliance pour la monture L (en) (alliance Leica, Panasonic, Sigma) ; il a annoncé qu'il cesserait de développer des appareils à monture SA et qu'il utiliserait à la place la monture L de Leica. Le boîtier fp (en) est un plein format de 24,6 MPixels, tandis que le fp L est un plein format de 61 MPixels.

### Les objectifs pour boîtiers argentiques et numériques 24x36 mm
Ces objectifs couvrent le format d'image 24 × 36 mm. La plupart d'entre eux ont vu leur formule optique modifiée ces dernières années (traitement antireflet de la lentille arrière) pour mieux fonctionner avec des appareils numériques.
Sur un appareil numérique dit à petit capteur, ces objectifs sont parfaitement utilisables (sauf le fish-eye 8 mm). On récupère alors la partie centrale de l'image fournie par ces objectifs.

### Les objectifs pour boîtiers numériques au format d'image APS-C
Ces objectifs couvrent seulement le format d'image APS-C des boîtiers reflex numériques les plus courants dits « à petit capteur » (soit 16 x 24 mm ou un peu moins selon la marque). Avec un boîtier au format 24 × 36 mm, l'image est noire dans les angles (sauf pour les focales les plus longues de certains zooms). En contrepartie, ces objectifs sont plus compacts que des focales équivalentes destinées au format 24 × 36 mm.
Leur intérêt provient du fait qu'on a besoin de focales plus courtes pour obtenir le même champ photographié qu'avec des objectifs et boitiers 24 × 36 mm. De ce fait, certains objectifs 24 × 36 mm (objectifs grand angles et zooms transtandards), ne sont pas aussi intéressants avec des appareils à petit capteur qui ne récupèrent que la partie centrale de l'image produite pour le format 24 × 36 mm[réf. nécessaire].
La plupart de ces objectifs sont disponibles dans les montures Canon, Sigma, Nikon D, Pentax, Sony D, et quelquefois en monture Quatre Tiers (Olympus).

### Les appareils argentiques
Le premier appareil reflex proposé par Sigma en 1992 (?) a été le boîtier SA 300.
Proposé au prix des modèles d'entrée de gamme des marques concurrentes, il offrait des possibilités de réglage étendues que l'on ne retrouvait que sur des boîtiers plus coûteux chez les concurrents :
- réglage d'exposition par programme décalable,
- réglage d'exposition avec priorité vitesse ou priorité diaphragme,
- réglage d'exposition manuel,
- braketing automatique,
- test visuel de profondeur de champ,
- autofocus débrayable,
- relevage manuel du miroir,
- surimpression.

Le premier modèle avait la particularité d'offrir une visée très jaune. Un choix technique par rapport à l'autofocus ? Mais par la suite, le boîtier SA 300 N a adopté une visée non colorée.
À la fin des années 1990, Sigma a remplacé ses boîtiers SA 300 N par les modèles SA 7 et SA 9. La rapidité de l'autofocus aurait été améliorée à cette occasion, mais par rapport à un marché où les boîtiers d'entrée de gamme concurrents ont à présent toutes les possibilités de réglage des boîtiers SA 300 et 300 N, les nouveaux modèles Sigma n'ont rien eu de particulièrement novateur.

### Les appareils numériques
Pour ses appareils photo numériques, Sigma a choisi d'utiliser un capteur tri-couche de marque Foveon.
Les autres capteurs couleur d'appareils photo utilisent une mosaïque de filtres colorés, de telle manière que la moitié des pixels reçoivent la lumière verte, le quart des pixels la lumière rouge, l'autre quart la lumière bleue. Ensuite, l'appareil photo effectue un dématriçage, c’est-à-dire qu'il reconstitue pour chaque pixel, si nécessaire, les trois couleurs à partir des informations des pixels voisins.
Les capteurs Foveon sont constitués de trois couches sensibles à la lumière. La couche en surface permet de mesurer la lumière bleue, la couche médiane la lumière verte, et la couche en profondeur la lumière rouge. Ainsi, chaque pixel de l'image dispose d'origine des trois composantes colorées. À nombre de pixels égal, ce procédé évite des effets de moirage sur les objets présentant des petits motifs aux couleurs changeantes (vêtement à rayures ou à carreaux par exemple).
Les premiers capteurs Foveon étaient des 3,3 méga pixels, soit 10 millions de composantes colorées et fournissaient la qualité d'image des appareils de 6 mégapixels concurrents (3 millions de photosites pour le vert, 1,5 million pour le rouge et le bleu).

#### Reflex
Le premier boîtier numérique Sigma a été le SD 9. À l'époque, la sensibilité du capteur Foveon était faible, d'où un boîtier limité à 400 ISO et produisant quand même des images bruitées. Par la suite, le boîtier SD 10 utilisant le même capteur a offert la sensibilité de 1 600 ISO avec une bien meilleure qualité.
Ces deux modèles de boîtiers sont équipés à l'arrière de la monture de l'appareil d'un filtre antipoussière pour protéger le capteur (la poussière sur le capteur et surtout un mauvais nettoyage est la principale cause de retour en SAV des boîtiers reflex numériques).
Ils ne fournissent que des images raw compressées et nécessitent un logiciel Sigma (vendu en même temps que l'appareil) disponible sous Windows et Mac OS 9 pour gérer les fichiers image et les transformer dans des formats plus universels. Certaines revues photo ont critiqué ce choix de Sigma de ne pas offrir comme ses concurrents l'option d'images au format JPEG. C'est un véritable problème pour les utilisateurs d'autres systèmes d'exploitation comme Linux, pour lesquels Sigma ne fournit ni de logiciel prêt à l'emploi, ni l'algorithme de décompression de ses fichiers raw, ce qui permettrait ensuite à des informaticiens de mettre au point les plugins appropriés.
Pour la fin 2006, Sigma annonce la commercialisation d'un nouveau boîtier SD 14 dit 14 mégapixels (en réalité 1 720 x 2 760 = 4 747 200 pixels sensibles aux trois couleurs), ce qui devrait bien le placer par rapport aux capteurs 10 mégapixels des marques concurrentes (5 millions de pixels pour le vert et 2,5 millions pour le rouge et le bleu).
Ce nouveau boîtier fournit à la fois des fichiers raw compressés et des images au format JPEG.
Un défaut commun à tous les boîtiers reflex Sigma jusqu'au SD 10 était qu'ils ne disposaient que d'un capteur pour la mise au point autofocus. Si cela ne posait pas de problème au milieu des années 1990, par la suite, même les modèles d'entrée de gamme des marques concurrentes ont eu trois, puis cinq capteurs ou plus. Avec cinq capteurs autofocus sur le SD 14, Sigma comble l'essentiel de son retard.
En 2010, le nouveau boîtier SD 15 a été commercialisé. Il utilise le même capteur mais dispose d'un écran arrière plus grand (3" contre 2,5") et d'une définition nettement supérieure (460000 pixels contre 150000). Il autorise désormais 21 images successives en rafale. Sa sensibilité maximale est de 3200 ISO contre 1600 pour le SD14, et il permet des poses B jusqu'à 2 minutes, contre 30 secondes sur son prédécesseur.
Pour 2011, Sigma a annoncé un nouveau boitier de nom SD1 équipé d'un capteur Foveon de 3200x4800 pixels par couleur (ce qui permet à Sigma d'annoncer un total de 46 mégapixels). Alors que les précédents boitiers Sigma utilisaient un capteur plus petit que les capteurs Canon (environ 14x21 mm), le nouveau capteur Foveon aura les mêmes dimensions que les capteurs Sony (16x24 mm) équipant la plupart des appareils photo numériques.

#### Compacts
Sigma a été le premier fabricant à commercialiser des appareils compacts dotés d'un capteur identique à ceux de ses reflex : les DP1 (DP1s, DP1x) et DP2 (DP2s). Ces appareils compacts sont équipés d'une focale fixe.